# Солнцевський район
Солнцевський райо́н — адміністративно-територіальна одиниця і муніципальне утворення на південному сході Курської області Росії.
Адміністративний центр — селище Солнцево.

## Географія
Солнцевский район розташований у південно-східній частині Курської області. Утворений 16 червня 1928 року. Район чорноземний і є постачальником сільськогосподарської продукції. Межує: на півночі — Щигровський і Тимський райони, на півдні — Пристенський; на сході — Мантуровський; на заході — Курський і Медвенський райони.
Довжина району з півночі на південь — 42 км, зі сходу на захід — 38 км. Територія району — 1051.8 км (3.5 % Курської області).
Біля село Дежевка протікає річка Ржава, ліва притока Сейму.
На північно-західній околиці Солнцево річка Івиця впадає у Сейм.
У селі Хонок бере початок річка Хан.
У селі Плоске річка Усть-Плоске впадає у Сейм.